# Heinz Hoffmann (General)

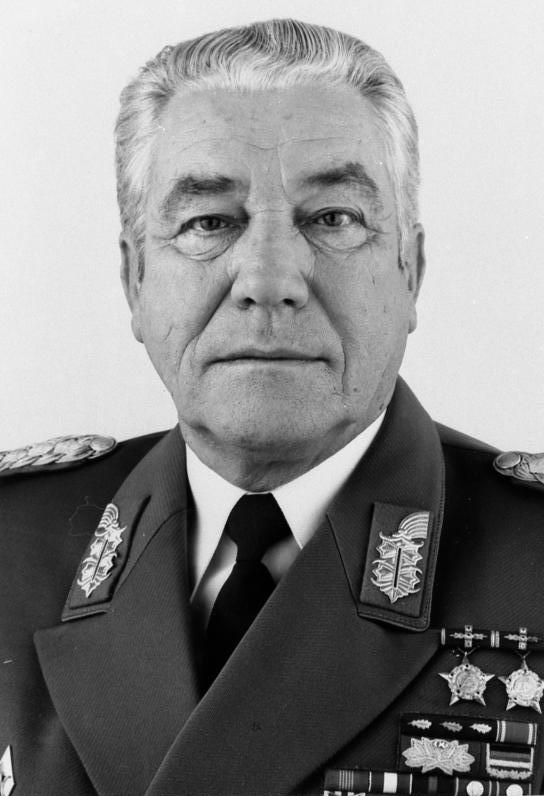
Heinz Hoffmann (1982)

Heinz Hoffmann (* 28. November 1910 in Mannheim; † 2. Dezember 1985 in Strausberg, eigentlich Karl-Heinz Hoffmann) war Armeegeneral, Mitglied des Ministerrats der DDR, Minister für Nationale Verteidigung, Mitglied des Nationalen Verteidigungsrates und Abgeordneter der Volkskammer der DDR. Seit dem 2. Oktober 1973 war er Mitglied des Politbüros des ZK der SED.
Hoffmann ist nicht zu verwechseln mit dem Geheimdienstgeneral der NVA Heinz Hofmann.

## Leben

### Jugend
Hoffmann stammte aus einer Arbeiterfamilie. Nach dem Besuch der Schule in Mannheim absolvierte er 1925 bis 1930 eine Lehre zum Motorenschlosser bei den Motoren-Werken Mannheim. Von 1926 bis 1930 war er Mitglied des Kommunistischen Jugendverbandes Deutschlands, danach der KPD. In dieser Zeit verbüßte Hoffmann mehrere kurze Haftstrafen wegen Teilnahmen an Demonstrationen und Handgreiflichkeiten.

### Emigration
1933 tauchte er nach der Machtübernahme der NSDAP unter, emigrierte 1935 zunächst in die Schweiz, ging aber im gleichen Jahr in die Sowjetunion, wo er die Internationale Lenin-Schule in Moskau besuchte.
In den Jahren 1936 und 1937 wurde er an der Offiziersschule in Rjasan zum Offizier ausgebildet und zum Leutnant ernannt. 1937 und 1938 kämpfte er in der 11. Internationalen Brigade im Spanischen Bürgerkrieg. Dort war er als Polit-Kommissar und Batterie-Kommissar des Hans-Beimler-Bataillons unter dem Decknamen „Heinz Roth“ tätig.
Nach einer Verwundung kam Hoffmann zunächst in ein Madrider Lazarett, bevor er einige Monate in den Jahren 1938 und 1939 im Internierungslager Eaux-Bonnes in Frankreich verbrachte. Ab April 1939 bis November 1940 befand er sich in einem Erholungsheim in der Sowjetunion. Hoffmann besuchte ab März 1941 einen Sonderlehrgang der Komintern in Puschkino bei Moskau. Bis heute ist umstritten, welchem genauen Ausbildungszweck dieser Lehrgang diente. Neben einer umfangreichen gesellschaftswissenschaftlichen Ausbildung wurden auch militärische Fächer gelehrt. Vermutet wird ein beabsichtigter Einsatz der Absolventen in den damals bereits von Deutschland besetzten Gebieten Europas. Zugleich war er bis 1944 Mitarbeiter des NKWD. In den Jahren 1942 bis 1944 war Hoffmann Lehrer an einer Antifa-Schule, zunächst im Gebiet Gorki, später in Krasnogorsk. Er trat dort auch dem NKFD bei. 1945 leitete Hoffmann die Parteischule Nr. 12 bei Moskau.

### Parteifunktionär in der SBZ und der DDR
Im Januar 1946 kehrte Hoffmann nach Berlin zurück und wurde zunächst persönlicher Mitarbeiter von Wilhelm Pieck, später von Walter Ulbricht. Von 1950 bis zu seinem Tod gehörte er der Volkskammer an, war ab 1952 Mitglied des Zentralkomitees der SED und ab 1973 Mitglied des SED-Politbüros.

### Vom Leiter der Hauptverwaltung Ausbildung zum Armeegeneral der NVA

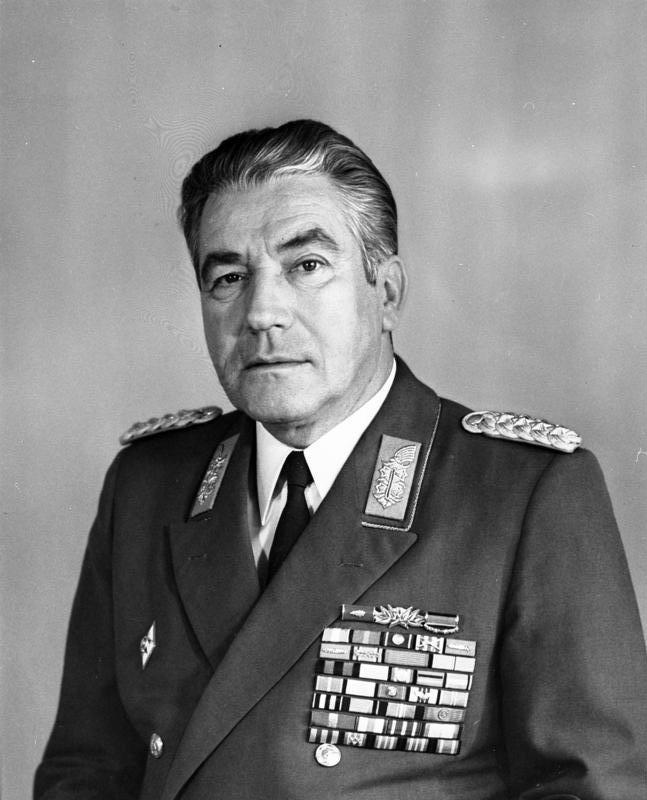
Hoffmann im September 1969

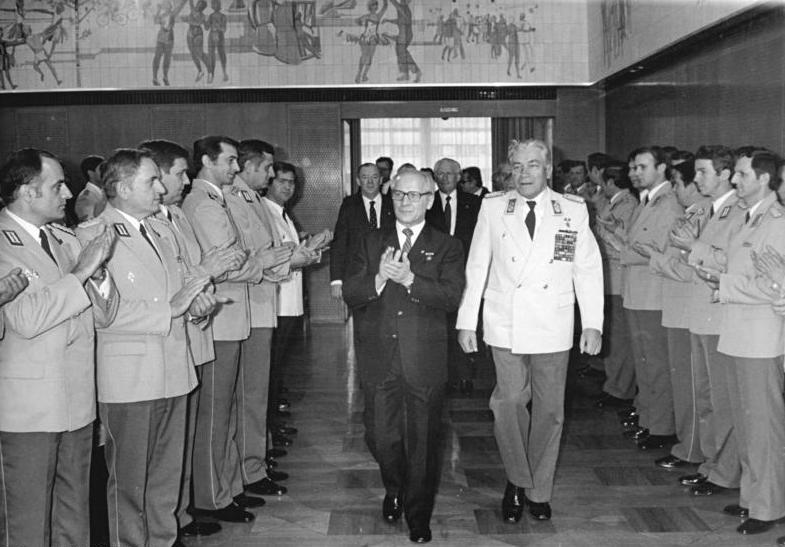
Absolventen der Militärakademie der NVA begrüßen am 27. Oktober 1980 Erich Honecker und Heinz Hoffmann

Ab 1949 war Hoffmann mit dem Aufbau bewaffneter Kräfte in der DDR betraut. Er war zunächst Vizepräsident der Deutschen Verwaltung des Innern und Leiter der Hauptabteilung Polit-Kultur im Range eines Generalinspekteurs. 1950 wurde Hoffmann zum Leiter der Hauptverwaltung Ausbildung ernannt und wurde dadurch auch stellvertretender Minister des Innern. Während des Aufbaus der Kasernierten Volkspolizei (KVP) wurde er am 1. Juli 1952 deren Chef und am 1. Oktober 1952 zum Generalleutnant befördert.
Von 1955 bis 1957 studierte Hoffmann an der Generalstabsakademie der UdSSR. Nach seiner Rückkehr aus der Sowjetunion diente er von 1957 bis 1960 als erster Stellvertreter des Ministers für Nationale Verteidigung und von 1958 bis 1960 zusätzlich als Chef des Hauptstabes. 1959 wurde er zum Generaloberst und 1961 zum Armeegeneral befördert und somit als Nachfolger von Willi Stoph Minister für Nationale Verteidigung der DDR. Mit der Übernahme der Amtsgeschäfte des Ministers wurde er auch Mitglied im Nationalen Verteidigungsrat.

### Schießbefehl
Seit dem 6. Oktober 1961 gab es einen Befehl des damaligen DDR-Verteidigungsministers Armeegeneral Hoffmann, der die Grenztruppen der DDR verpflichtete, die Schusswaffe nach Zuruf und Warnschuss sofort scharf anzuwenden, wenn Flüchtlinge nicht auf andere Weise festzunehmen seien. In einer Rede, die filmisch festgehalten wurde, sagte Hoffmann:

„Wer unsere Grenze nicht respektiert, der bekommt die Kugel zu spüren.“

## Persönliches

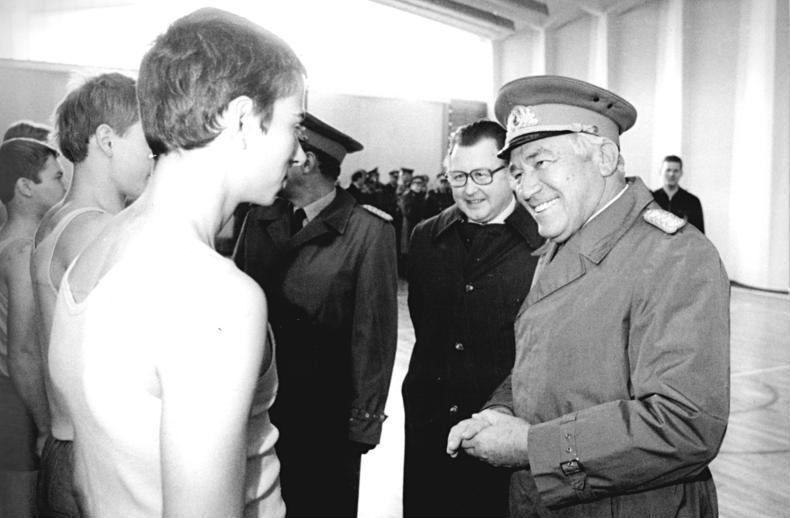
Heinz Hoffmann bei einem Truppenbesuch 1982

Nach dem Ende des Zweiten Weltkrieges ließ er seinen ersten Vornamen weg. Unter dem Namen Heinz Hoffmann veröffentlichte er auch sein Buch.

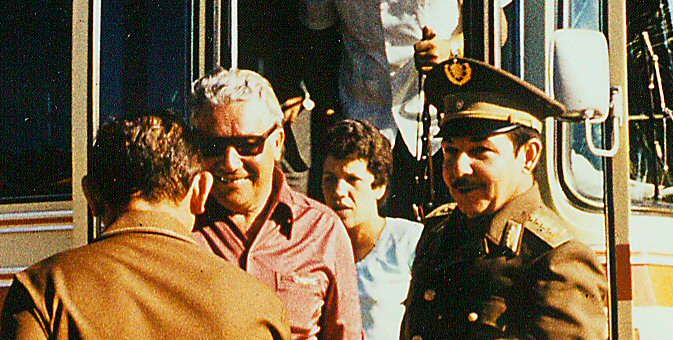
Während eines Urlaubsaufenthaltes 1977 in Begleitung von Raúl Castro unweit von Havanna

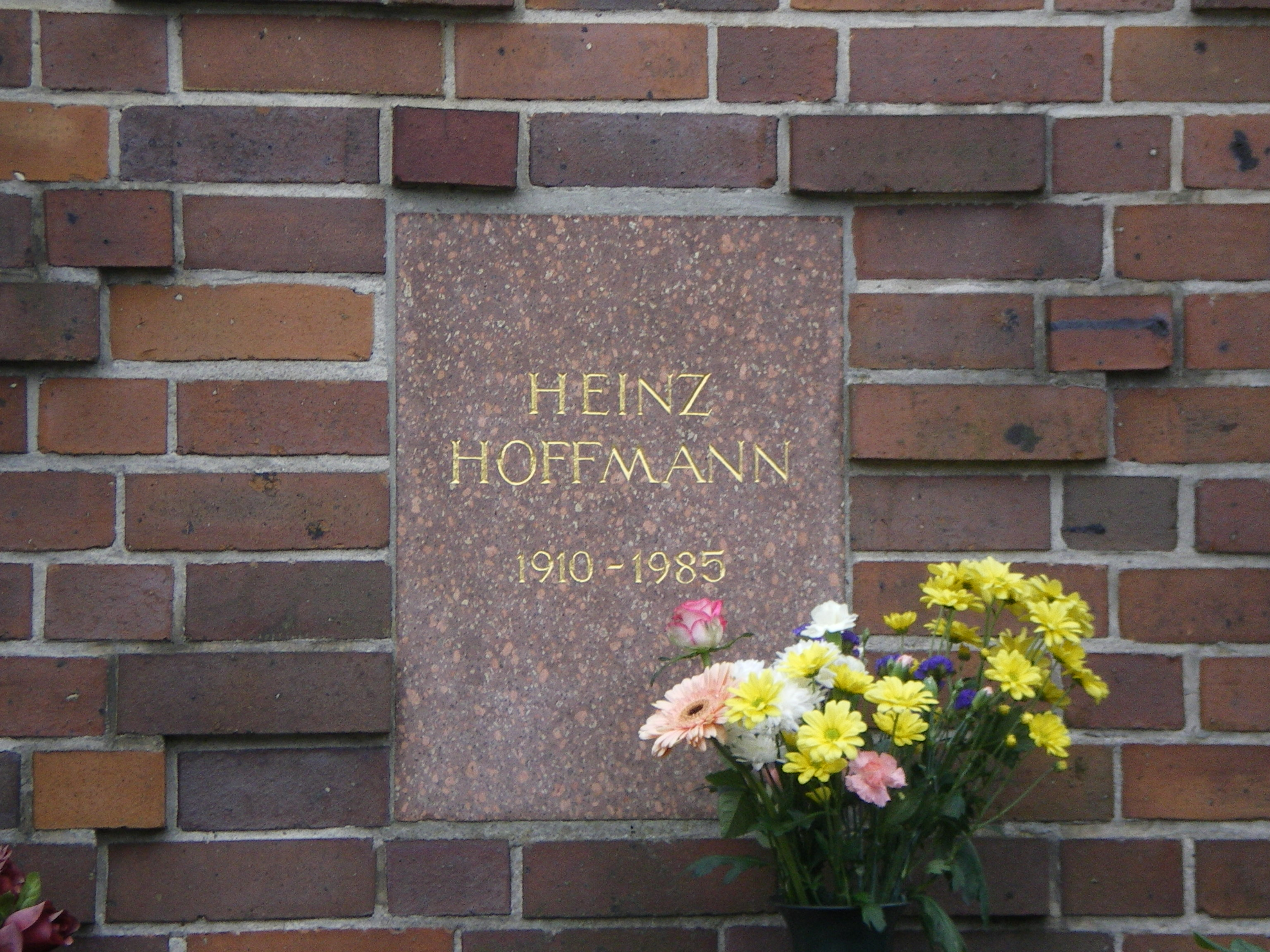
Heinz Hoffmanns Urnengrab, Zentralfriedhof Friedrichsfelde

Hoffmanns erste Ehefrau war Klawdija „Klawa“ Iwanowna Knjasewa, die er 1940 kennengelernt hatte, als er in Peredelkino lebte. Sie starb am 28. März 1952. Aus der Ehe gingen zwei Söhne hervor: Juri und Alexander („Sascha“). Letzterer verunglückte zwanzig Jahre später tödlich bei einem Verkehrsunfall, kurz nachdem er seine Offiziersausbildung als Leutnant der NVA abgeschlossen hatte.
In zweiter Ehe heiratete Hoffmann 1954 die Krankenschwester Halina, die im Regierungskrankenhaus arbeitete. Sie hatten zwei Kinder und ließen sich 1964 scheiden.
Noch im selben Jahr heiratete er seine Chefsekretärin, Stabsfeldwebel Gisela Sauer. Die Ehe, aus der drei Kinder hervorgingen, hielt bis zu seinem Tod 1985.
Heinz Hoffmann hatte seinen Wohnsitz in der Fontanestraße in Strausberg. Zu Erholungszwecken und vielfach am Wochenende nutzte er sein Wochenendgrundstück am Karl-Marx-Damm 77 in Bad Saarow, gelegen unmittelbar am Scharmützelsee. Das Grundstück lag neben dem Gästehaus Freundschaft des Ministeriums für Nationale Verteidigung, das bei seinen dortigen Aufenthalten die Versorgung sicherstellte.
Die Ursache seines Todes am 2. Dezember 1985 ist unklar. In der Bevölkerung der DDR kursierten Gerüchte über eine Alkoholvergiftung im Zusammenhang mit den Feierlichkeiten zum 75. Geburtstag einige Tage zuvor. Diese mutmaßliche Todesursache wurde weder bestätigt noch dementiert.
Offiziell wurde verbreitet, dass Heinz Hoffmann an einem Aortenaneurysma verblutete.

## Ehrungen
- 1954: Vaterländischer Verdienstorden
- 1965: Rotbannerorden (UdSSR)
- 1965: Banner der Arbeit
- 1969: Ehrenspange zum Vaterländischen Verdienstorden in Gold
- 1970: Karl-Marx-Orden
- 1974: Lenin-Orden
- 1974: Scharnhorst-Orden
- 1975: Dr. h. c. der SED-Parteihochschule
- 1975: Held der DDR
- 1980: Held der DDR
- 1980: Karl-Marx-Orden
- 1980: Lenin-Orden
- 1985: Karl-Marx-Orden
- 1985: Beisetzung in der Gedenkstätte der Sozialisten auf dem Zentralfriedhof Friedrichsfelde
- 1986: 9. Panzerdivision „Heinz Hoffmann“
- 1986: Heinz-Hoffmann-Straße im Bezirk Hellersdorf; heute Neue Grottkauer Straße
- 1989: U-Bahnhof Heinz-Hoffmann-Straße; heute U-Bahnhof Kienberg (Gärten der Welt)

## Schriften
- Mannheim, Madrid, Moskau. Erlebtes aus drei Jahrzehnten. 4. Auflage. Militärverlag der Deutschen Demokratischen Republik, Berlin 1986, ISBN 3-327-00208-8.
- Moskau, Berlin. Erinnerungen an Freunde, Kampfgenossen und Zeitumstände. Militärverlag der Deutschen Demokratischen Republik, Berlin 1989, ISBN 3-327-00888-4.